# Elsen
Elsen é um distrito da cidade de Paderborn no estado da Renânia do Norte-Vestfália, oeste da Alemanha. Possuía em 2006 uma população de 15.894 habitantes.